# Golf Resort Tale
De  Golf Resort Tale is de enige golfclub in Tále, ten NW van Brezno, in het centrale deel van Slowakije.
De golfbaan heet de Gray Bear Course. Hij werd ontworpen door Bob Walton en Skip Malek, aanhelegd door Southern Golf Ltd en op 8 augustus 2002 door Tony Jacklin geopend. Hij ligt in een bos- en bergachtig gebied en heeft 18 holes. In de wintermaanden is het een aardig ski-gebied.

## Toernooien
- EGA Challenge Trophy Boys, 2006
- Slowaaks Ladies Open van de Ladies European Tour, sinds 2010